# Union des Maliens pour le progrès
Pour les articles homonymes, voir UMP.
L'Union des Maliens pour le progrès (UMP) est un parti politique malien, créé en 2003 et dirigé par le Professeur Amadou Touré.

## historique
L’UMP a été créé le 25 mai 2003
En 2007, membre de l’Alliance pour la démocratie et le progrès, l’UMP a soutenu la candidature du président sortant Amadou Toumani Touré à l'élection présidentielle.
Le 29 octobre 2011, neuf partis politiques, dont l'Union des Maliens pour le progrès, ont rejoint le Rassemblement pour le Mali pour appeler à une candidature de l'ancien Premier ministre Ibrahim Boubacar Keïta à l'élection présidentielle malienne de 2012.

## Résultats électoraux
| Année | Élection                           | Scores et observations |
| 2004  | Élections communales               | 9 conseillers |
| 2007  | Élection des conseillers nationaux | Pas d’élu |
| 2007  | Élection présidentielle            | Membre de l’Alliance pour la démocratie et le progrès, a soutenu la candidature du président sortant Amadou Toumani Touré |
| 2007  | Élections législatives             | Pas d’élu |
| 2009  | Élections communales               | 13 conseillers |